# 天本圭子
天本 圭子（あまもと けいこ、1980年11月26日 - ）は、元大分朝日放送アナウンサー。
- 福岡県出身。2003年大分朝日放送に入社、2008年2月同局を退社。

## 大分朝日放送在籍時の担当番組
- Super Jチャンネル おおいた
- OABニュース
- OABプライムニュース
- 笑顔に会いたい